# Olapa leptomita
Olapa leptomita är en fjärilsart som beskrevs av Collenette 1931. Olapa leptomita ingår i släktet Olapa och familjen tofsspinnare. Inga underarter finns listade i Catalogue of Life.